# Dirigierrolle
Eine Dirigierrolle ist eine Art des Regiebuchs, die im spätmittelalterlichen Theater verwendet wurde. Ihren Namen trägt sie, da sie – anders als vergleichbare zeitgenössische Schriften in Buchform – als Schriftrolle angelegt war. Der Regens oder Magister ludi (lat. „Spielleiter“) leitete damit die Aufführung des Dramas, d. h. vor allem geistlicher Spiele.
Anders als vergleichbare neuzeitliche Schriften enthielt eine Dirigierrolle außer den Rollentexten und Bühnenanweisungen auch genaue Anleitungen zum Bühnenaufbau und -bild, Kostümen und Maske sowie aufführungspraktische Hinweise, u. a. ein Personenverzeichnis und die Stichworte für die Darsteller. Daher sind Dirigierrollen von großem theatergeschichtlichem Wert.
Die bekanntesten Dirigierrollen sind die Aufzeichnungen des Frankfurter Passionsspiels (Anfang 14. Jh., eine über 4 m lange Schriftrolle; Ms. Barth. 178), des Friedberger Prozessionsspiels (1465) und das so genannte Sterzinger Szenar, eine Fassung des Neidhartspiels.